# Allan Hyde
Allan Hyde (20 dicembre 1989) è un attore danese, che lavora in campo televisivo, cinematografico e teatrale.

## Biografia
In Danimarca è noto per le sue partecipazioni alle serie televisive Album e 2900 Happiness, inoltre è noto come doppiatore, ha prestato la voce al personaggio di Troy Bolton nella versione danese di High School Musical e ha doppiato Ron Weasley in tutti i film dedicati a Harry Potter. Si è cimentato anche come cantante, interpretando la versione in lingua danese del tema musicale di Camp Rock.
A teatro ha lavorato nelle rappresentazioni di Les Misérables e The Sound of Music. A livello internazionale ha ottenuto una discreta popolarità grazie al ruolo del millenario vampiro Godric nella serie televisiva della HBO True Blood.

## Filmografia parziale

### Cinema
- En forelskelse, regia di Christian Tafdrup (2008) - Cortometraggio
- Exteriors, regia di Marie Kleivdal Kristiansen e Patrik Syversen (2011)
- La figlia della sciamana (Skammerens datter), regia di Kenneth Kainz (2015)
- Estate '92 (Sommeren '92), regia di Kasper Barfoed (2015)

### Televisione
- Album, Martin Lund Jensen in 3 episodi (2008)
- 2900 Happiness, Max in 6 episodi (2008)
- Lærkevej, Jonas in 4 episodi (2010)
- Den som dræber, Andreas in 2 episodi (2011)
- Alla Salute!, Patrik in 5 episodi (2011)
- True Blood – serie TV, 8 episodi (2009-2012)
- Heartless – serie TV, 8 episodi (2014-2015)